# Pose (Rihanna)
Pose è un singolo della cantante barbadiana Rihanna, estratto dall'edizione deluxe dell'ottavo album in studio Anti e pubblicato il 14 aprile 2017 dalla Roc Nation e Westbury Road Entertainment.

## Tracce
1. Pose (Far East Movement Remix) – 3:21
2. Pose (Salva Remix) – 3:23
3. Pose (Deadly Zoo Remix) – 2:26
4. Pose (Eva Shaw Remix) – 2:11

## Classifiche
| Classifica (2016) | Posizione massima |
| ----------------- | ----------------- |
| Francia           | 98                |